# 牟玉田
牟玉田（1920年—1997年6月16日），山东栖霞市寺口镇人。中华人民共和国政治人物。

## 生平
1940年9月加入中国共产党。参加革命后，历任栖霞县金山区委书记，北海地委党校书记兼校长，栖东、蓬莱、黄县县委书记，莱阳地委宣传部长，烟台地委秘书长等职。1961年3月至1962年10月，兼任中共莱阳县委书记，后调任中共烟台地委副书记，烟台地区、聊城地区革委会副主任、党的核心小组副组长，中共聊城地委书记，聊城地区革委会主任，山东农科院书记兼院长，山东省政协常委等职。1997年6月16日在烟台病逝，享年77岁。